# Meglio del cioccolato
Meglio del cioccolato (Better Than Chocolate) è un film del 1999 diretto da Anne Wheeler.

## Trama
Maggie è appena andata a vivere da sola e ha iniziato una relazione con un'altra donna, Kim. Sua madre e suo fratello sono costretti a trasferirsi con lei nel piccolo loft ma non sono ancora a conoscenza dell'orientamento sessuale della ragazza, che in ogni caso decide di mantenere il segreto. La relazione clandestina introdurrà la famiglia di Maggie a nuove esperienze.

## Titolo
Il film prende il nome da Ice Cream, una canzone di Sarah McLachlan, e in particolare dalla frase "Your love is better than chocolate". La trama basata sul negozio di libri è un chiaro riferimento al Little Sister's Book and Art Emporium di Vancouver.

## Premi e riconoscimenti
Il film ha vinto numerosi premi in varie manifestazioni cinematografiche internazionali ed è stato classificato da The Hollywood Reporter alla posizione n.31 della Top 200 Independent Films del 1999.